# Estreito de Singapura

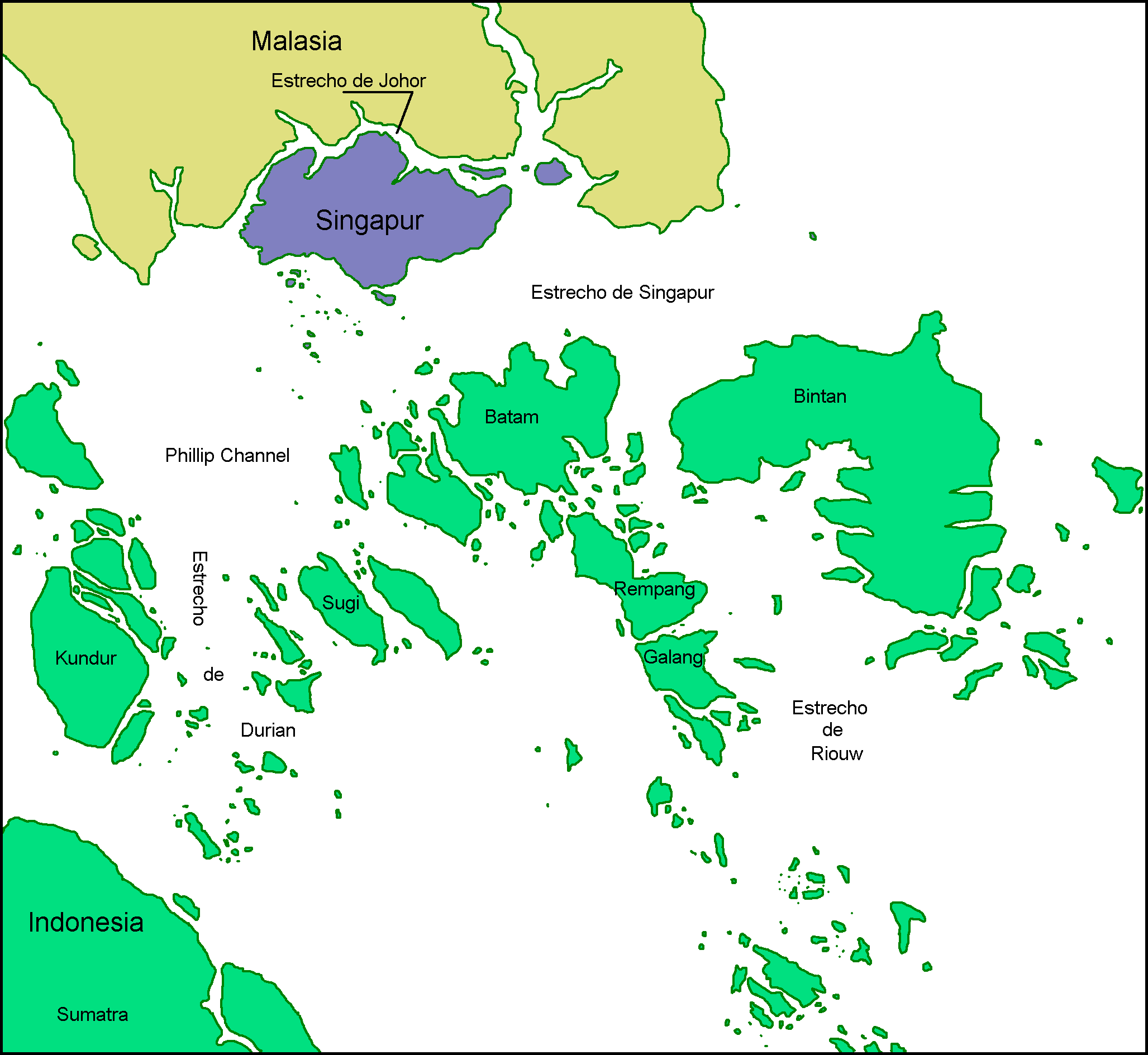
Mapa do Estreito de Singapura.

O estreito de Singapura é uma via navegável de águas profundas que liga o sul do Mar da China a oriente com o estreito de Malaca a ocidente.
É uma das grandes rotas obrigatórias para o tráfego marítimo que circula entre o Oceano Pacífico e o Índico pelo que é uma zona de altíssima densidade de navegação. O farol Horsburgh, instalado na ilha Batu ou Pedra Branca, serve de referência para quando se chega ao estreito vindo de leste ou nortem

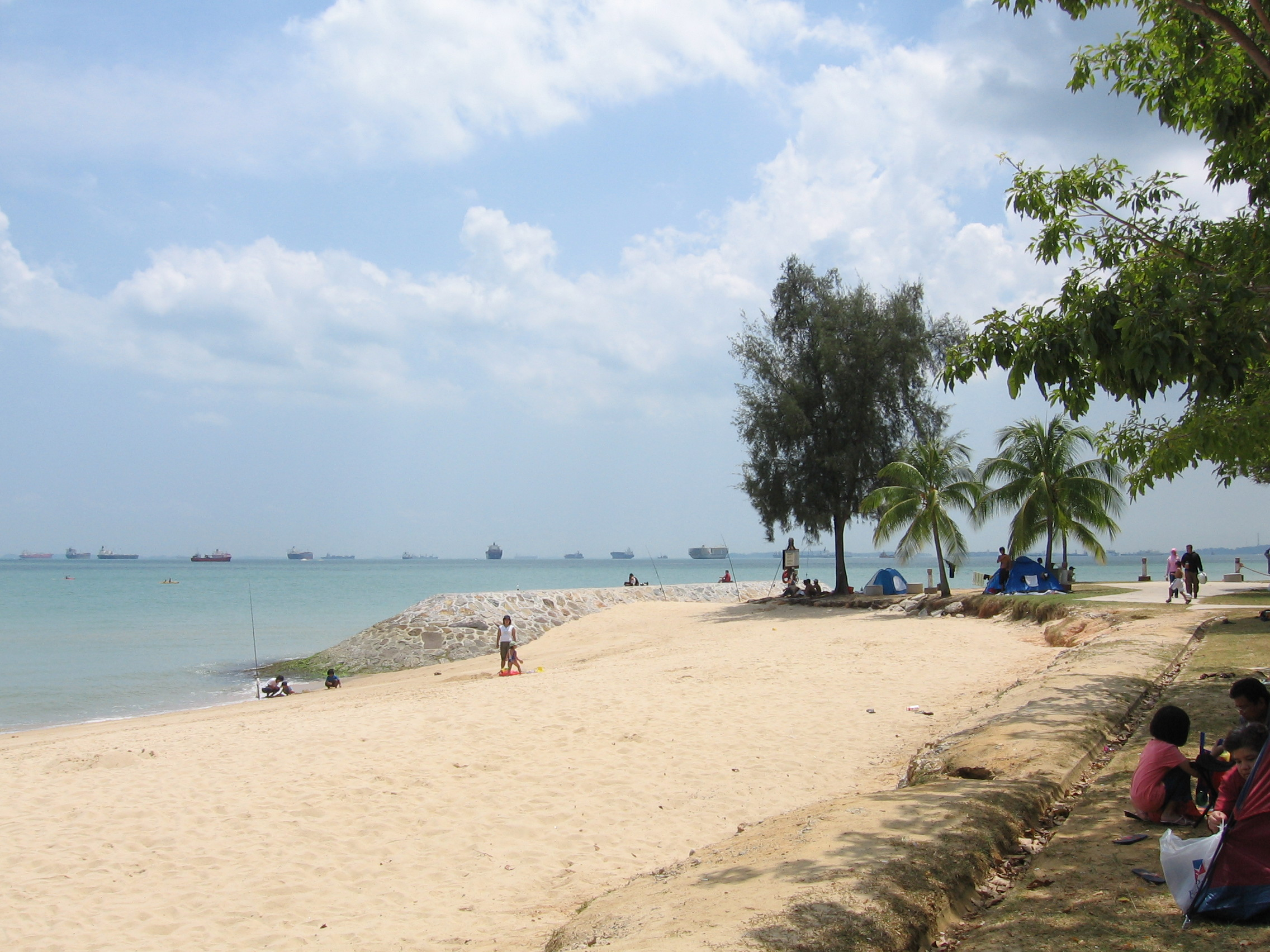
O estreito visto de East Coast Park.

Tem 114 km de este a oeste e 16 km de norte a sul. Nas sua margem norte está Singapura: o seu porto (Keppel) é um dos maiores do mundo quanto ao volume de carga movida anualmente.
O estreito bifurca-se para sul nos estreitos de Durian e Riau, que atravessam as ilhas Riau, já na Indonésia. O estreito de Johor separa a ilha de Singapura da península da Malásia.